# Le nuove avventure di Ellery Queen
Le nuove avventure di Ellery Queen (titolo originale The New Adventures of Ellery Queen) è il titolo della seconda raccolta di racconti polizieschi di Ellery Queen, pubblicata in volume nel 1940, che raggruppa storie uscite in precedenza su diverse riviste: Detective Story, Redbook, The American Magazine, American Cavalcade e Blue Book fra il 1935 e il 1939. Il racconto lungo La Lampada di Dio fu inoltre pubblicato in un volume a sé nel 1935.

## Racconti
- La lampada di Dio (The Lamp of God)
- L'avventura della caccia al tesoro (The Adventure of the Treasure Hunt)
- L'avventura del drago cavo (The Adventure of the Hollow Dragon)
- L'avventura nella casa delle tenebre (The Adventure of the House of Darkness)
- L'avventura del ritratto che sanguina (The Adventure of the Bleeding Portrait)
- L'avventura della finale di baseball (Man Bites Dog)
- L'avventura del buono a nulla (Long Shot)
- L'avventura del soprabito rubato (Mind Over Matter)
- L'avventura del cavallo di Troia (Trojan Horse)

### La lampada di Dio
In un giorno di gennaio, nel bel mezzo di una tempesta di neve che investe New York, Ellery Queen riceve una telefonata dal suo amico Thorne, un avvocato, che lo prega di raggiungerlo al porto, dove sta per attraccare una nave in arrivo dall'Inghilterra sulla quale viaggia Alice Mayhew, la giovane ereditiera dell'eccentrico vecchio avaro Sylvester Mayhew, recentemente scomparso. Thorne ne cura gli interessi legali ed è preoccupato per la situazione che si è venuta a creare. Il vecchio Sylvester prima di morire ha convertito tutti i suoi beni in oro e li ha nascosti nella Casa Nera, un'antica dimora sperduta nella zona più selvaggia e disabitata di Long Island. Thorne sospetta che i parenti di Alice e in particolare il dottor Reinach, suo zio, vogliano impadronirsi dell'eredità, ricorrendo anche a mezzi illegali, e per questo motivo ha richiesto l'aiuto del famoso scrittore e investigatore. Ellery, Thorne e Alice si recano con il dottor Reinach nella remota località dove sorge la Casa Nera, che è stata praticamente smantellata alla ricerca dell'oro nascosto, senza che se ne sia trovata traccia. L'intera compagnia trascorre la notte nell'adiacente Casa Bianca, un'abitazione più accogliente e moderna costruita da Sylvester per i suoi parenti; ma quando si risvegliano la mattina dopo, la Casa Nera è svanita senza lasciare traccia. Dove sorgeva il vecchio edificio c'è solo un prato ricoperto di neve caduta di fresco. Persino il ferreo agnosticismo di Ellery Queen è messo a dura prova da quella che sembra una situazione spiegabile solo con l'intervento di forze sovrannaturali.

## Critica
Il giallista e maestro dei delitti della "camera chiusa" John Dickson Carr inserì La lampada di Dio nella sua lista delle dieci migliori storie poliziesche di tutti i tempi quando nel 1946 compilò il suo famoso saggio Il più splendido gioco del mondo (The Grandest Game in the World).

Gli ultimi quattro racconti della serie sono noti come "I misteri sportivi" di Ellery Queen in quanto sono ambientati ognuno nel mondo di un differente sport (rispettivamente baseball, ippica, pugilato e football americano.) In essi compare il personaggio della giornalista di Hollywood, esperta in cronaca mondana, Paula Paris, apparsa nel romanzo Quattro di cuori e, per un breve periodo, legata sentimentalmente ad Ellery.

## Edizioni
- Ellery Queen, Le Nuove Avventure di Ellery Queen, traduzioni di Tina Honsel, Marcella Dallatorre, N.A., Dafne Caminita, collana I Racconti di Ellery Queen (n. 2), Arnoldo Mondadori Editore, 1984,  p. 287.